# Pro Victoria Pallavolo 2016-2017
Questa voce raccoglie le informazioni riguardanti la Pro Victoria Pallavolo nelle competizioni ufficiali della stagione 2016-2017.

## Stagione
La stagione 2016-17 è per la Pro Victoria, sponsorizzata dalla Saugella, la prima in Serie A1: la squadra infatti conquista la promozione nel massimo campionato a seguito della vittoria dei play-off promozione della Serie A2 2015-16. Vengono confermati l'allenatore, Davide Dalmati, e alcune giocatrici autrici della promozione come Stefania Dall'Igna, Milica Bezarević e Francesca Devetag: tra i nuovi acquisti quelli di Freya Aelbrecht, Chiara Arcangeli, Edina Begić, Haley Eckerman, Anna Nicoletti, Irina Smirnova e María Segura, oltre a Berenika Tomsia arrivata a stagione in corso, mentre tra le cessioni quelle di Bernadett Dékány, Valentina Zago, Rebecca Rimoldi e Giorgia De Stefani.
Il campionato si apre con la vittoria sul Promoball Volleyball Flero a cui fanno seguito due sconfitte prima di un nuovo successo, questa volta in trasferta, contro l'Azzurra Volley San Casciano: nel resto del girone di andata la squadra di Monza ottiene sei stop di fila per poi aggiudicarsi la sfida all'ultima giornata ai danni del Club Italia, chiudendo al decimo posto in classifica, non qualificandosi per la Coppa Italia. Il girone di ritorno si apre con una vittoria e, dopo quattro sconfitte, un altro successo questa volta in casa del River Volley: la regular season si chiude con tre gare perse e due vinte, tutte di fila, confermando il decimo posto in classifica. Negli ottavi di finale dei play-off scudetto la sfida è contro la Futura Volley Busto Arsizio: la Pro Victoria Pallavolo perde sia la gara di andata che quella di ritorno con il punteggio di 3-1 venendo eliminata dalla competizione.

## Organigramma societario
Area direttiva
- Presidente: Carlo Rigaldo

Area organizzativa
- Team manager: Laura Ferro
- Direttore sportivo: Claudio Bonati

Area tecnica
- Allenatore: Davide Delmati
- Allenatore in seconda: Dario Keller
- Assistente allenatore: Michelangelo Anile
- Scout man: Mirko Parigi

Area sanitaria
- Medico: Alessandra Marzari
- Preparatore atletico: Silvio Colnago
- Fisioterapista: Emilio Scuteri

## Rosa
| N° | Nome               | Ruolo | Data di nascita   | Nazionalità sportiva |
| -- | ------------------ | ----- | ----------------- | -------------------- |
| 1  | Irina Smirnova     | S/O   | 10 aprile 1990    | Russia               |
| 3  | Chiara Arcangeli   | L     | 14 febbraio 1983  | Italia               |
| 5  | Martina Balboni    | P     | 29 gennaio 1991   | Italia               |
| 6  | Berenika Tomsia    | C/O   | 18 marzo 1988     | Polonia              |
| 7  | Francesca Devetag  | C     | 13 novembre 1986  | Italia               |
| 8  | Sonia Candi        | C     | 8 novembre 1993   | Italia               |
| 9  | Freya Aelbrecht    | C     | 10 febbraio 1990  | Belgio               |
| 10 | Edina Begić        | S/O   | 10 settembre 1992 | Bosnia ed Erzegovina |
| 11 | Silvia Lussana     | L     | 30 ottobre 1988   | Italia               |
| 13 | Stefania Dall'Igna | P     | 22 novembre 1984  | Italia               |
| 15 | Anna Nicoletti     | S/O   | 3 gennaio 1996    | Italia               |
| 16 | María Segura       | S     | 10 aprile 1992    | Spagna               |
| 17 | Milica Bezarević   | S     | 27 dicembre 1991  | Serbia               |
| 18 | Haley Eckerman     | S/O   | 10 novembre 1992  | Stati Uniti          |

## Mercato
| Acquisti | Acquisti         | Acquisti                | Acquisti   |
| R.       | Nome             | da                      | Modalità   |
| -------- | ---------------- | ----------------------- | ---------- |
| C        | Freya Aelbrecht  | Bergamo                 | definitivo |
| L        | Chiara Arcangeli | LJ                      | definitivo |
| P        | Martina Balboni  | Forlì                   | definitivo |
| S/O      | Edina Begić      | Soverato                | definitivo |
| S/O      | Haley Eckerman   | Capitalinas de San Juan | definitivo |
| S/O      | Anna Nicoletti   | Imoco                   | definitivo |
| S        | María Segura     | Trentino Rosa           | definitivo |
| S/O      | Irina Smirnova   | Forlì                   | definitivo |
| C/O      | Berenika Tomsia  | Imoco                   | definitivo |

| Cessioni | Cessioni           | Cessioni        | Cessioni   |
| R.       | Nome               | a               | Modalità   |
| -------- | ------------------ | --------------- | ---------- |
| S        | Giorgia De Stefani | Lilliput        | definitivo |
| L        | Elisa Cardani      | Lizzana         | definitivo |
| S        | Bernadett Dékány   | CSM Bucarest    | definitivo |
| C        | Alessia Mazzaro    | Filottrano      | definitivo |
| S        | Ludovica Montesi   | Ospitaletto     | definitivo |
| P        | Rebecca Rimoldi    | Pesaro          | definitivo |
| S/O      | Irina Smirnova     | Békéscsabai     | definitivo |
| S/O      | Giulia Visintini   | San Lazzaro     | definitivo |
| S/O      | Valentina Zago     | Savino Del Bene | definitivo |

## Risultati

### Serie A1

#### Girone di andata
| 1ª giornata - 15 ottobre 2016 Palazzetto dello Sport, Monza      | Pro Victoria    | 3 - 1 | Flero        | 25-20, 21-25, 25-22, 25-21 |
| 2ª giornata - 2 novembre 2016 PalaRadi, Cremona                  | Casalmaggiore   | 3 - 0 | Pro Victoria | 25-12, 26-24, 25-20        |
| 3ª giornata - 30 ottobre 2016 Palazzetto dello Sport, Monza      | Pro Victoria    | 0 - 3 | Imoco        | 24-26, 16-25, 16-25        |
| 4ª giornata - 6 novembre 2016 Nelson Mandela Forum, Firenze      | San Casciano    | 0 - 3 | Pro Victoria | 23-25, 29-31, 22-25        |
| 5ª giornata - 13 novembre 2016 Palazzetto dello Sport, Scandicci | Savino Del Bene | 3 - 1 | Pro Victoria | 25-17, 19-25, 25-15, 29-27 |
| 6ª giornata - 30 novembre 2016 Palazzetto dello Sport, Monza     | Pro Victoria    | 0 - 3 | River        | 19-25, 25-27, 24-26        |
| 7ª giornata - 27 novembre 2016 PalaNorda, Bergamo                | Bergamo         | 3 - 1 | Pro Victoria | 25-10, 20-25, 25-22, 31-29 |
| 8ª giornata - 3 dicembre 2016 Palazzetto dello Sport, Monza      | Pro Victoria    | 1 - 3 | AGIL         | 25-22, 21-25, 10-25, 17-25 |
| 9ª giornata - 10 dicembre 2016 PalaResia, Bolzano                | Neruda          | 3 - 1 | Pro Victoria | 25-19, 25-23, 18-25, 25-19 |
| 10ª giornata - 17 dicembre 2016 PalaYamamay, Busto Arsizio       | Busto Arsizio   | 3 - 1 | Pro Victoria | 28-30, 25-21, 25-11, 25-17 |
| 11ª giornata - 26 dicembre 2016 Palazzetto dello Sport, Monza    | Pro Victoria    | 3 - 1 | Club Italia  | 25-19, 26-24, 23-25, 25-21 |

#### Girone di ritorno
| 12ª giornata - 15 gennaio 2017 PalaGeorge, Montichiari        | Flero        | 1 - 3 | Pro Victoria    | 21-25, 17-25, 25-21, 20-25        |
| 13ª giornata - 22 gennaio 2017 Palazzetto dello Sport, Monza  | Pro Victoria | 0 - 3 | Casalmaggiore   | 23-25, 22-25, 16-25               |
| 14ª giornata - 29 gennaio 2017 PalaVerde, Villorba            | Imoco        | 3 - 0 | Pro Victoria    | 25-20, 25-23, 25-22               |
| 15ª giornata - 5 febbraio 2017 Palazzetto dello Sport, Monza  | Pro Victoria | 1 - 3 | San Casciano    | 25-23, 25-27, 22-25, 23-25        |
| 16ª giornata - 12 febbraio 2017 Palazzetto dello Sport, Monza | Pro Victoria | 2 - 3 | Savino Del Bene | 21-25, 25-20, 23-25, 25-18, 12-15 |
| 17ª giornata - 15 febbraio 2017 PalaPanini, Modena            | River        | 0 - 3 | Pro Victoria    | 13-25, 22-25, 21-25               |
| 18ª giornata - 19 febbraio 2017 Palazzetto dello Sport, Monza | Pro Victoria | 2 - 3 | Bergamo         | 18-25, 25-23, 28-26, 25-27, 13-15 |
| 19ª giornata - 26 febbraio 2017 PalaTerdoppio, Novara         | AGIL         | 3 - 0 | Pro Victoria    | 25-22, 25-19, 25-19               |
| 20ª giornata - 12 marzo 2017 Palazzetto dello Sport, Monza    | Pro Victoria | 1 - 3 | Neruda          | 27-25, 18-25, 17-25, 19-25        |
| 21ª giornata - 19 febbraio 2017 Palazzetto dello Sport, Monza | Pro Victoria | 3 - 2 | Busto Arsizio   | 22-25, 16-25, 25-17, 25-21, 17-15 |
| 22ª giornata - 25 marzo 2017 Centro Pavesi, Milano            | Club Italia  | 2 - 3 | Pro Victoria    | 21-25, 27-25, 25-19, 13-25, 9-15  |

#### Play-off scudetto
| Ottavi di finale (andata) - 30 marzo 2017 Palazzetto dello Sport, Monza | Pro Victoria  | 1 - 3 | Busto Arsizio | 25-27, 25-18, 20-25, 16-25 |
| Ottavi di finale (ritorno) - 3 aprile 2017 PalaYamamay, Busto Arsizio   | Busto Arsizio | 3 - 1 | Pro Victoria  | 25-22, 23-25, 25-23, 25-20 |

## Statistiche

### Statistiche di squadra
| Competizione | Punti | In casa | In casa | In casa | In trasferta | In trasferta | In trasferta | Totale | Totale | Totale |
| Competizione | Punti | G       | V       | P       | G            | V            | P            | G      | V      | P      |
| ------------ | ----- | ------- | ------- | ------- | ------------ | ------------ | ------------ | ------ | ------ | ------ |
| Serie A1     | 21    | 12      | 3       | 9       | 12           | 4            | 8            | 24     | 7      | 17     |
| Totale       | -     | 12      | 3       | 9       | 12           | 4            | 8            | 24     | 7      | 17     |

G = partite giocate; V = partite vinte; P = partite perse

### Statistiche dei giocatori
| Giocatore    | Serie A1 | Serie A1 | Serie A1 | Serie A1 | Serie A1 | Totale | Totale | Totale | Totale | Totale |
| Giocatore    | P        | PT       | AV       | MV       | BV       | P      | PT     | AV     | MV     | BV     |
| ------------ | -------- | -------- | -------- | -------- | -------- | ------ | ------ | ------ | ------ | ------ |
| F. Aelbrecht | 24       | 240      | 172      | 62       | 6        | 24     | 240    | 172    | 62     | 6      |
| C. Arcangeli | 24       | 1        | 1        | 0        | 0        | 24     | 1      | 1      | 0      | 0      |
| M. Balboni   | 14       | 8        | 4        | 3        | 1        | 14     | 8      | 4      | 3      | 1      |
| E. Begić     | 22       | 198      | 169      | 15       | 14       | 22     | 198    | 169    | 15     | 14     |
| M. Bezarević | 21       | 12       | 8        | 0        | 4        | 21     | 12     | 8      | 0      | 4      |
| S. Candi     | 23       | 191      | 133      | 42       | 16       | 23     | 191    | 133    | 42     | 16     |
| S. Dall'Igna | 24       | 33       | 30       | 3        | 0        | 24     | 33     | 30     | 3      | 0      |
| F. Devetag   | 19       | 37       | 27       | 10       | 0        | 19     | 37     | 27     | 10     | 0      |
| H. Eckerman  | 23       | 314      | 267      | 18       | 29       | 23     | 314    | 267    | 18     | 29     |
| S. Lussana   | 13       | 0        | 0        | 0        | 0        | 13     | 0      | 0      | 0      | 0      |
| A. Nicoletti | 23       | 139      | 120      | 15       | 4        | 23     | 139    | 120    | 15     | 4      |
| M. Segura    | 24       | 190      | 152      | 15       | 23       | 24     | 190    | 152    | 15     | 23     |
| I. Smirnova  | 11       | 80       | 72       | 7        | 1        | 11     | 80     | 72     | 7      | 1      |
| B. Tomsia    | 11       | 107      | 99       | 8        | 0        | 11     | 107    | 99     | 8      | 0      |

P = presenze; PT = punti totali; AV = attacchi vincenti; MV = muri vincenti; BV = battute vincenti